# Lista de árbitros de finais da Recopa Sul-Americana de Futebol
Este artigo traz uma lista com todos os nomes de árbitros de futebol que apitaram as partidas finais das Recopas Sul-Americana de Futebol. 

## Lista de Árbitros
| Ano  | Árbitro | Estádio | Local | Partida |
| 1989 | Romualdo Arppi Filho                                                                                          | Estádio Centenário                                                                                            | Montevidéu | Nacional 1 x 0 Racing                                                                                         |
| 1989 | Gabriel González                                                                                              | Estádio José Amalfitani                                                                                       | Buenos Aires                                                                                                  | Racing 0 x 0 Nacional                                                                                         |
| 1990 | José Roberto Wright                                                                                           | Orange Bowl                                                                                                   | Miami | Boca Juniors 1 x 0 Atlético Nacional                                                                          |
| 1991 | O Olímpia foi campeão da Libertadores e da Supercopa 1990, ganhou a Recopa Sul-Americana 1991 automaticamente | O Olímpia foi campeão da Libertadores e da Supercopa 1990, ganhou a Recopa Sul-Americana 1991 automaticamente | O Olímpia foi campeão da Libertadores e da Supercopa 1990, ganhou a Recopa Sul-Americana 1991 automaticamente | O Olímpia foi campeão da Libertadores e da Supercopa 1990, ganhou a Recopa Sul-Americana 1991 automaticamente |
| 1992 | Juan Escobar Valdez                                                                                           | Kobe Universiade Memorial Stadium                                                                             | Kobe | Colo Colo (5) 0 x 0 (4) Cruzeiro                                                                              |
| 1993 | Renato Marsiglia                                                                                              | Estádio do Morumbi                                                                                            | São Paulo | São Paulo 0 x 0 Cruzeiro                                                                                      |
| 1993 | Jorge Nieves                                                                                                  | Estádio Mineirão                                                                                              | Belo Horizonte                                                                                                | Cruzeiro (2) 0 x 0 (4) São Paulo                                                                              |
| 1994 | Juan Escobar Valdez                                                                                           | Kobe Universiade Memorial Stadium                                                                             | Kobe | São Paulo 3 x 1 Botafogo                                                                                      |
| 1995 | Juan Escobar Valdez                                                                                           | Estadio Nacional de Tóquio                                                                                    | Tóquio | Independiente 1 x 0 Veléz Sarsfield                                                                           |
| 1996 | Epifanio Gonzalez                                                                                             | Kobe Universiade Memorial Stadium                                                                             | Kobe | Grêmio 4 x 1 Independiente                                                                                    |
| 1997 | Jorge Nieves                                                                                                  | Kobe Universiade Memorial Stadium                                                                             | Kobe | Veléz Sarsfield (4) 1 x 1 (2) River Plate                                                                     |
| 1998 | Jose Luís da Rosa                                                                                             | Estádio Mineirão                                                                                              | Belo Horizonte                                                                                                | Cruzeiro 2 x 0 São Paulo                                                                                      |
| 1998 | Ubaldo Aquino                                                                                                 | Estádio Monumental de Nuñez                                                                                   | Buenos Aires                                                                                                  | River Plate 0 x 3 Cruzeiro                                                                                    |
| 1999 | Competição não disputada                                                                                      | Competição não disputada                                                                                      | Competição não disputada                                                                                      | Competição não disputada                                                                                      |
| 2000 | Competição não disputada                                                                                      | Competição não disputada                                                                                      | Competição não disputada                                                                                      | Competição não disputada                                                                                      |
| 2001 | Competição não disputada                                                                                      | Competição não disputada                                                                                      | Competição não disputada                                                                                      | Competição não disputada                                                                                      |
| 2002 | Competição não disputada                                                                                      | Competição não disputada                                                                                      | Competição não disputada                                                                                      | Competição não disputada                                                                                      |
| 2003 | Carlos Simon                                                                                                  | Los Angeles Memorial Coliseum                                                                                 | Los Angeles                                                                                                   | Olímpia 2 x 0 San Lorenzo                                                                                     |
| 2004 | Terry Vaughn                                                                                                  | Lockhart Stadium                                                                                              | Fort Lauderdale                                                                                               | Boca Juniors (2) 1 x 1 (4) Cienciano                                                                          |
| 2005 | Carlos Chandía                                                                                                | Estádio La Bombonera                                                                                          | Buenos Aires                                                                                                  | Boca Juniors 3 x 1 Once Caldas                                                                                |
| 2005 | Jorge Larrionda                                                                                               | Estádio Palogrande                                                                                            | Manizales | Once Caldas 2 x 1 Boca Juniors                                                                                |
| 2006 | Carlos Amarilla                                                                                               | Estádio La Bombonera                                                                                          | Buenos Aires                                                                                                  | Boca Juniors 2 x 0 São Paulo                                                                                  |
| 2006 | Oscar Ruiz | Estádio do Morumbi                                                                                            | São Paulo | São Paulo 2 x 2 Boca Juniors                                                                                  |
| 2007 | Carlos Chandía                                                                                                | Estádio Hidalgo                                                                                               | Pachuca | Pachuca 2 x 1 Internacional                                                                                   |
| 2007 | Sergio Pezzota                                                                                                | Estádio Beira Rio                                                                                             | Porto Alegre                                                                                                  | Internacional 4 X 0 Pachuca                                                                                   |
| 2008 | Gabriel Favale                                                                                                | Estádio Juan Domingo Perón                                                                                    | Avellaneda | Arsenal de Sarandí 1 x 3 Boca Juniors                                                                         |
| 2008 | Saúl Laverni                                                                                                  | Estádio La Bombonera                                                                                          | Buenos Aires                                                                                                  | Boca Juniors 2 x 2 Arsenal de Sarandí                                                                         |
| 2009 | Juan Soto | Estádio Beira Rio                                                                                             | Porto Alegre                                                                                                  | Internacional 0 x 1 LDU Quito                                                                                 |
| 2009 | Carlos Chandía                                                                                                | Estádio La Casa Blanca                                                                                        | Quito | LDU Quito 3 x 0 Internacional                                                                                 |
| 2010 | Roberto Silvera                                                                                               | Estádio La Casa Blanca                                                                                        | Quito | LDU Quito 2 x 1 Estudiantes                                                                                   |
| 2010 | Carlos Simon                                                                                                  | Estádio José Luis Meiszner                                                                                    | Quilmes | Estudiantes 0 x 0 LDU Quito                                                                                   |
| 2011 | Wilmar Roldán                                                                                                 | Estádio Libertadores da América                                                                               | Avellandeda                                                                                                   | Independiente 2 x 1 Internacional                                                                             |
| 2011 | Jorge Larrionda                                                                                               | Estádio Beira Rio                                                                                             | Porto Alegre                                                                                                  | Internacional 3 x 1 Independiente                                                                             |
| 2012 | Nestor Pitana                                                                                                 | Estádio Nacional de Chile                                                                                     | Santiago | Universidad de Chile 0 x 0 Santos                                                                             |
| 2012 | Martin Vasquez                                                                                                | Estádio do Pacaembu                                                                                           | São Paulo | Santos 2 x 0 Universidad de Chile                                                                             |
| 2013 | Ricardo Marques                                                                                               | Estádio do Morumbi                                                                                            | São Paulo | São Paulo 1 x 2 Corinthians                                                                                   |
| 2013 | Paulo Cesar de Oliveira                                                                                       | Estádio do Pacaembu                                                                                           | São Paulo | Corinthians 2 x 0 São Paulo                                                                                   |
| 2014 | Antonio Arias                                                                                                 | Estádio La Fortaleza                                                                                          | Lanús | Lanús 0 x 1 Atlético Mineiro                                                                                  |
| 2014 | Roberto Silvera                                                                                               | Estádio Mineirão                                                                                              | Belo Horizonte                                                                                                | Atlético Mineiro 4 x 3 Lanús                                                                                  |
| 2015 | Germán Delfino                                                                                                | Estádio Monumental de Núñez                                                                                   | Buenos Aires                                                                                                  | River Plate 1 x 0 San Lorenzo                                                                                 |
| 2015 | Nestor Pitana                                                                                                 | Estádio Nuevo Gasômetro                                                                                       | Buenos Aires                                                                                                  | San Lorenzo 0 x 1 River Plate                                                                                 |
| 2016 | Wilton Sampaio                                                                                                | Estádio El Campín                                                                                             | Bogotá | Santa Fé 0 x 1 River Plate                                                                                    |
| 2016 | Victor Carrillo                                                                                               | Estádio Monumental de Núñez                                                                                   | Buenos Aires                                                                                                  | River Plate 2 x 1 Santa Fé                                                                                    |
| 2017 | Mario Vivar                                                                                                   | Arena Condá                                                                                                   | Chapecó | Chapecoense 2 x 1 Atlético Nacional                                                                           |
| 2017 | Roberto Tobar                                                                                                 | Estádio Atanasio Girardot                                                                                     | Medellín | Atlético Nacional 4 x 1 Chapecoense                                                                           |
| 2018 | Roddy Zambrano                                                                                                | Estádio Libertadores da América                                                                               | Avellandeda                                                                                                   | Independiente 1 x 1 Grêmio                                                                                    |
| 2018 | Enrique Cáceres                                                                                               | Arena do Grêmio                                                                                               | Porto Alegre                                                                                                  | Grêmio (5) 0 x 0 (4) Independiente                                                                            |
| 2019 | Wilmar Roldán                                                                                                 | Arena da Baixada                                                                                              | Curitiba | Athletico Paranaense 1 x 0 River Plate                                                                        |
| 2019 | Roberto Tobar                                                                                                 | Estádio Monumental de Núñez                                                                                   | Buenos Aires                                                                                                  | River Plate 3 x 0 Athletico Paranaense                                                                        |
| 2020 | Leodán Gonzalez                                                                                               | Estádio Olimpico Atahualpa                                                                                    | Quito | Independiente Del Valle 2 x 2 Flamengo                                                                        |
| 2020 | Fernando Rapallini                                                                                            | Estádio do Maracanã                                                                                           | Rio de Janeiro                                                                                                | Flamengo 3 x 0 Independiente Del Valle                                                                        |
| 2021 | Andrés Rojas                                                                                                  | Estádio Norberto Tomaghello                                                                                   | Florencio Varela                                                                                              | Defensa y Justicia 1 x 2 Palmeiras                                                                            |
| 2021 | Leodán Gonzalez                                                                                               | Estádio Mané Garricha                                                                                         | Brasília | Palmeiras (3) 1 x 2 (4) Defensa y Justicia                                                                    |
| 2022 | Facundo Tello                                                                                                 | Arena da Baixada                                                                                              | Curitiba | Athletico Paranaense 2 x 2 Palmeiras                                                                          |
| 2022 | Jesus Valenzuela                                                                                              | Estádio Allianz Parque                                                                                        | São Paulo | Palmeiras 2 x 0 Athletico Paranaense                                                                          |
| 2023 | Piero Maza | Estádio Banco Guayaquil                                                                                       | Quito | Independiente Del Valle 1 x 0 Flamengo                                                                        |
| 2023 | Andrés Matonte                                                                                                | Estádio do Maracanã                                                                                           | Rio de Janeiro                                                                                                | Flamengo (4) 1 x 0 (5) Independiente Del Valle                                                                |
| 2024 | Andrés Rojas                                                                                                  | Estádio Rodrigo Paz Delgado                                                                                   | Quito | LDU Quito 1 x 0 Fluminense                                                                                    |
| 2024 | Facundo Tello                                                                                                 | Estádio do Maracanã                                                                                           | Rio de Janeiro                                                                                                | Fluminense 2 x 0 LDU Quito                                                                                    |
| 2025 | Felipe González                                                                                               | Estádio El Cilindro                                                                                           | Avellandeda                                                                                                   | Racing 2 x 0 Botafogo                                                                                         |
| 2025 | Jesus Valenzuela                                                                                              | Estádio Nilton Santos                                                                                         | Rio de Janeiro                                                                                                | Botafogo 0 x 2 Racing                                                                                         |